# 平知盛
平 知盛（たいら の とももり）は、平安時代末期の平家一門の武将。平清盛の四男。母は継室の平時子で、時子の子としては次子となる。同母兄に平宗盛、同母妹に平徳子がいる。世に新中納言と称された。

## 生涯

### 平氏全盛期
仁平2年（1152年）、父清盛35歳の時に継室・時子を母として生まれる。同母兄の宗盛は6歳、異母長兄の重盛は15歳であった。翌年に祖父忠盛が死去し、清盛が平氏棟梁となる。
平治元年（1159年）正月に8歳で従五位下となる。同年12月の平治の乱で清盛が勝者となり、平氏一門と共に栄進していく。翌永暦元年（1160年）2月、平氏の戦功として東国の重要な武蔵国が清盛の知行国となり、知盛が武蔵守となった。その後再任して8年間同職にあり、治承4年（1180年）以降は武蔵国の知行国主となって長年同国を支配し、多数の平氏家人を獲得した。武蔵は河内源氏の勢力が強い地域であり、知盛の武将としての才能・人間的魅力が大きく作用したと思われる。
兄の重盛・宗盛は後白河院に対して優柔不断であったため、清盛は知盛に期待をかけており、25歳の頃「入道相国最愛の息子」と呼ばれていた。安元2年（1176年）7月に平氏と朝廷の調整役であった建春門院が死去したことで、清盛と後白河院との間に確執が生じた。その兆候は12月の蔵人頭の人事をめぐり、「無双の権勢」の知盛を超越して後白河法皇近臣の藤原光能が蔵人頭に就任したことに表れている。翌安元3年（1177年）正月に従三位。同年6月、鹿ケ谷の陰謀が起こる。
治承2年（1178年）10月、同母妹である徳子が言仁親王（のちの安徳天皇）を出産、12月に立太子した。翌治承3年（1179年）2月、藤原殖子を母とする高倉天皇の第2皇子・守貞親王（のちの後高倉院）が誕生し、知盛に養育が任され妻の治部卿局が乳母となる。
治承3年（1179年）閏7月、平氏棟梁であった重盛が死去し、知盛は異母兄の死にあたり春宮権大夫を辞任している（9月に復帰）。同母兄宗盛が新たに棟梁となり、知盛は同母弟重衡とともに宗盛を補佐する。その3ヶ月後の11月14日、後白河院との対立が頂点に達した清盛は数千騎の兵を率いて治承三年の政変を起こし、後白河院政を停止、名実共に権力の頂点に立つ。

### 治承・寿永の乱
治承4年（1180年）2月21日、高倉天皇が譲位して言仁親王（安徳天皇）が即位し、高倉院政の元、知盛は軍事部門の担当である御厩別当に就任した。5月8日夜から知盛は「万死に一生」の重病となり、10日に清盛が福原から上洛して見舞っているが、12日には平癒している。『平家物語』で源平合戦の英雄として描かれる知盛であるが、平家全盛期の公達としての官歴は同母兄弟に比べてそれほど目覚ましいものはなく、足跡が比較的地味なのは、病持ちであったことに一因があるのではないかとの見方もある。
同時期に4月頃から進行していた以仁王の挙兵が起こり、清盛の上洛はその対処もあったと見られ、5月15日には以仁王の配流が決定された。21日に知盛は園城寺攻撃の大将軍の一人となる。反乱は平氏の精鋭家人と大将の重衡・維盛らの派遣により短時間で鎮圧された。しかし山門の不穏な動きなど京の軍事的緊張は続き、6月2日、清盛による福原遷都が強行される。8月、源頼朝が挙兵し、10月の富士川の戦いで維盛率いる平氏軍は敗北を喫する。清盛は各地で相次ぐ反乱に対処するため、遷都から半年で都を平安京に戻し、知盛は数千の兵を率いる宗盛とともに安徳天皇を守護して京に戻った。

### 清盛の死と反乱の激化
同年12月、本格的に内乱鎮圧に乗り出した清盛の命により、知盛は甥・平資盛とともに大将軍として出陣し、京近郊の反乱軍を鎮圧した（近江攻防・美濃源氏の挙兵）。同時期に重衡による南都焼討があり、治承5年（1181年）2月までに畿内の反平氏勢力は鎮圧された。翌治承5年（1181年）2月、清盛の命令で東国追討も命じられたが、この時に病に倒れて京都に戻ることを余儀なくされ、大将は重衡に交代となった。重衡の東国追討使は鎮西（九州）の情勢悪化により、鎮西への派遣に変更される。清盛は東国鎮圧に向けて宗盛を畿内惣官職として総力戦体制の構築を計り、閏2月上旬には宗盛を総大将として東国追討軍の派遣が予定されていたが、その準備の最中の2月26日、清盛が病に倒れて重衡の鎮西・宗盛の東国追討軍派遣は中止される。治承5年（1181年）閏2月4日、清盛が死去する。その遺言は一門最後の1人まで頼朝と戦えというものであった。
棟梁宗盛は清盛の強硬路線を否定して後白河院に政権返上を申し出るが、朝廷による反乱源氏軍との和平案は拒否、軍事の実権は依然として平家が握り、実力による反乱鎮圧に固執することになる。このことは、平家内で主戦論が大勢を占めており、一門結束のために清盛の遺言に従う必要があったことを物語っている。3月、墨俣川の戦いで平氏軍が勝利する。
惣官宗盛は4月に原田種直を太宰権少弐に補任し8月には家人の平貞能を鎮西に派遣して反乱鎮圧を図り、東国では城助職・藤原秀衡ら地方の有力武士を国司に任じて反乱鎮圧を働きかけるが効果はなく、8月から10月にかけての北陸追討も失敗した。10月の平氏遠征軍の編成では最も重要な洛中守護には棟梁・宗盛のもと、叔父の教盛・経盛・頼盛と知盛が担当した。この時、宗盛とともに洛中に留まった者が政権中枢にあったと考えられる。各地の反乱勢力が割拠する最中の7月頃、鎌倉で東国経営に専念している源頼朝から後白河院に密使が送られ、平氏との和平を提案されるが、平氏は清盛の遺言を盾に拒否している。この年の後半から、養和の大飢饉により一時事態は膠着する。
西国の飢饉の状況が落ち着いてきた翌寿永2年（1183年）4月、京の食料の生命線である北陸道平定のため、平維盛を大将として平氏の総力を結集した大軍を派遣する。しかし5月の倶利伽羅峠の戦いと6月の篠原の戦いで壊滅的な敗北を喫し、木曾義仲ら反乱軍は勢いを得て京を目指して進撃してくることになる。
7月半ば、平氏軍は京を目前にした義仲ら反乱軍を迎え撃つため、一門を畿内各所に派遣し、平忠度は100騎の軍勢で丹波国へ、平資盛・平貞能は1,000騎で宇治田原に、平頼盛は山科へ、知盛は重衡とともに2,000騎の軍勢で勢多に向かった。しかし摂津国の多田行綱が反乱軍に同調して西日本への海上ルートを封鎖する動きを見せると、宗盛は包囲される前に伝統的平氏の地盤である西国へ下向して態勢を立て直す方針へ転換、7月24日、各地に派遣されていた諸将は都に呼び戻される。

### 一門都落ち
寿永2年（1183年）7月24日夜半、都落ちを目前にして、平氏の正統性確保に同行が必須であった後白河法皇が比叡山に逃亡し、事態を予想せず法皇を取り逃がした宗盛は茫然自失であったという。25日、平氏一門は六波羅や西八条邸を焼き払い、安徳天皇・建礼門院・三種の神器を擁して都を落ちる。法皇を取り逃がしたことで、平氏は官軍から一転賊軍として追討を受ける立場となり、8月6日、平時忠を除く一門の官職は剥奪された。その後、備前国児島を経て8月下旬に原田種直の協力のもと、鎮西（九州）の大宰府に入る。しかし他の在地豪族の緒方氏・臼杵氏・菊池氏は平氏に合力せず、逆に反平氏の緒方惟栄らの攻撃を受けて大宰府を退却、10月20日に九州を離れ四国・讃岐国屋島に入った。この時、譜代の有力家人で鎮西に影響力があった平貞能が離脱するなど、小松家（平重盛）系統の一族や家人の平氏本隊からの離脱が起こっている。

### 平氏反撃
規模は縮小されつつあったものの、瀬戸内海の制海権を握る平氏は田口成良の協力のもと屋島に本営を置き、知盛は全軍の総指揮官として体勢の立て直しを図る。閏10月1日、平氏追討の院宣を受けて西国へ下向した源義仲を水島の戦いで破り、京へ追い返した。11月29日の室山の戦いでも源行家を破り、後白河・義仲の対立、源頼朝が派遣した鎌倉軍の上洛など京が混乱する中、勝利に勢いづく平氏軍は福原の東方生田の森、西方の一ノ谷に山陽道を遮断する城郭を構え、清盛の三周忌を前に福原へ集結しつつあった。四面楚歌の義仲は平氏に和睦の使者を送ったが、平氏はこれを拒否している。京奪還を目指して即時上洛を訴える知盛と、それを押し止める宗盛とで口論に及んだという。寿永3年（1184年）1月19日、義仲は上洛した鎌倉軍の手勢によって粟津の戦いで敗死する。
1月26日、平氏は福原に入り、都の奪還を目指して上洛する噂が広まる。朝廷では平氏との和議と追討で意見が二分されるが、後白河院と院近臣ら強硬派の意見によって平氏追討は続行され、29日、源範頼・源義経が在地武士を組織して西国へ向かった。
2月7日、一ノ谷の戦いで知盛は大将軍として生田の森に陣を敷き、源範頼率いる鎌倉方大手軍を迎え撃った。しかし一ノ谷側で搦手の源義経軍の逆落としを受けた平氏軍は混乱に陥り、生田側の軍も撤退して海上に逃れた。この戦いの敗北で平氏は知盛の嫡男知章をはじめ、一門の有力武将を多数失う甚大な被害を受け、弟重衡は捕虜となった。宗盛が朝廷に送った書状によれば、平氏側は神器の返還をめぐる和平交渉で後白河院から休戦の命を受けていたにもかかわらず、鎌倉軍の奇襲を受けたため大敗に及び、平氏軍を油断させる院の奇謀によって多大な被害を被ったという。2月10日、朝廷との間で重衡の身柄と引き替えに神器返還の交渉が行われるが、和平案は成立せず、3月に重衡の身柄は鎌倉へ送られた。

### 終焉

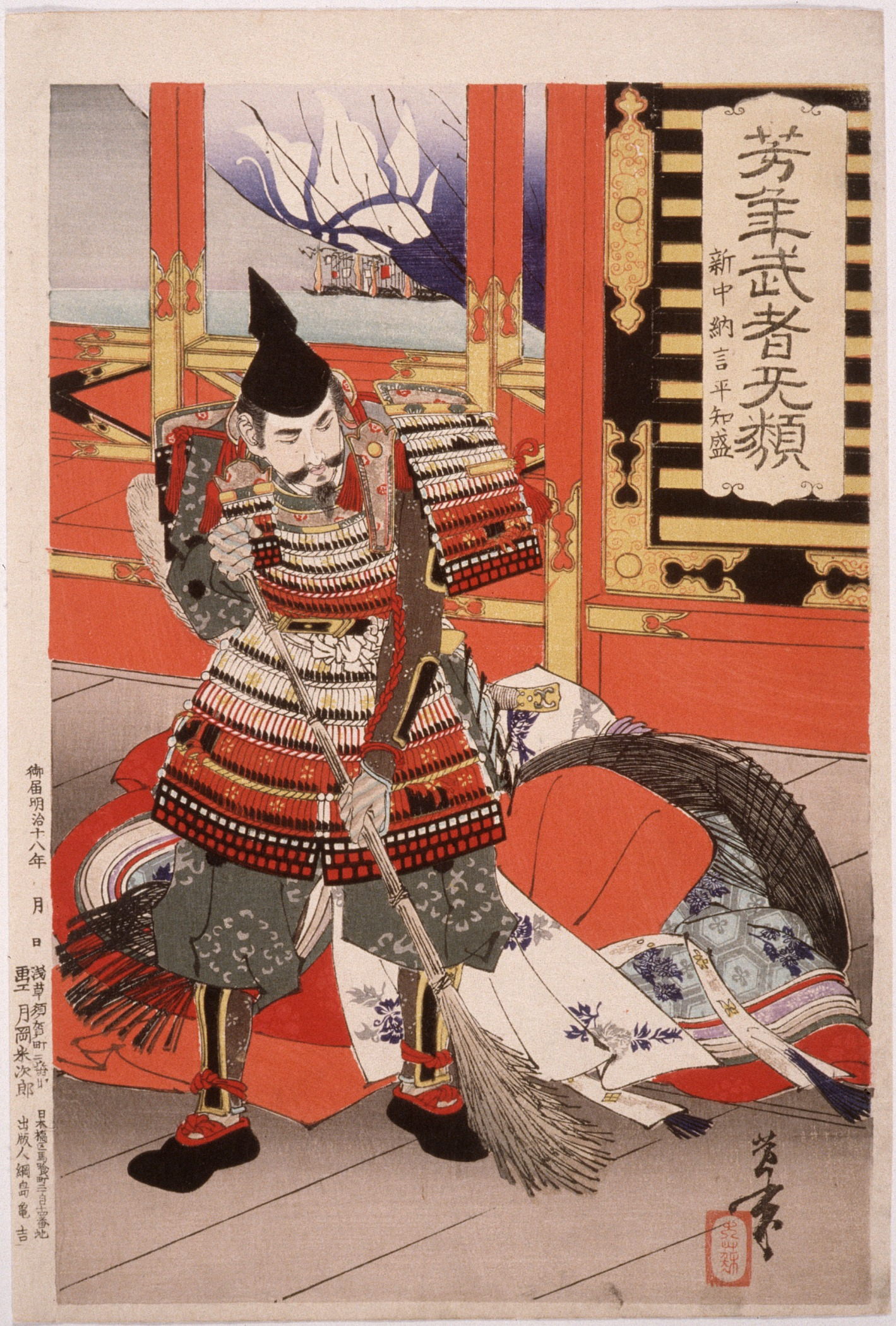
自決を前に船を掃除する知盛。月岡芳年画

寿永3年（1184年）8月、鎌倉から源範頼を総大将とする平氏追討の大軍が派遣される。一ノ谷で大きな打撃を受けるも、平氏軍は讃岐国屋島に城郭を築いて再起を図り、二箇所に陣を結び、宗盛が屋島にあり、知盛は彦島に軍営を置いた。知盛は九州の兵を率いて門司関を固め、半年に渡って追討軍の九州・四国上陸を阻止する。しかし、知盛が彦島に釘付けとなっている間の寿永4年（1185年）2月19日、屋島の戦いで源義経の急襲を受け、動揺した宗盛はほとんど戦闘を行うことなく安徳天皇とともに海上へ逃れ、平氏は瀬戸内海の制海権掌握に重要な拠点であった屋島を失う致命的な敗北を喫する。
さらに源範頼軍が1月末に在地武士の緒方氏・臼杵氏の協力を得て九州・豊後国に上陸し、2月1日には平氏方であった原田種直を討ち取っており、彦島に追い詰められた平氏一門は海上で孤立することになる。
寿永4年（1185年）3月24日、壇ノ浦の戦いで鎌倉軍と最後の戦闘に及ぶが、田口成良ら四国・九州在地武士の寝返りにあい、追い詰められた一門は入水による滅びの道を選ぶ。安徳天皇、二位尼らが入水し、平氏滅亡の様を見届けた知盛は、乳兄弟の平家長と手を取り合って海へ身を投げ自害した。享年34。
妻の治部卿局は東宮として同行していた守貞親王とともに生き残り、都へ戻った。壇ノ浦から36年後、承久の乱によって後鳥羽院が鎌倉幕府に敗れて配流となり、幕府によって守貞親王の皇子が後堀河天皇として擁立され、父である守貞親王は後高倉院として院政を行う治天の君となっている。

## 碇知盛

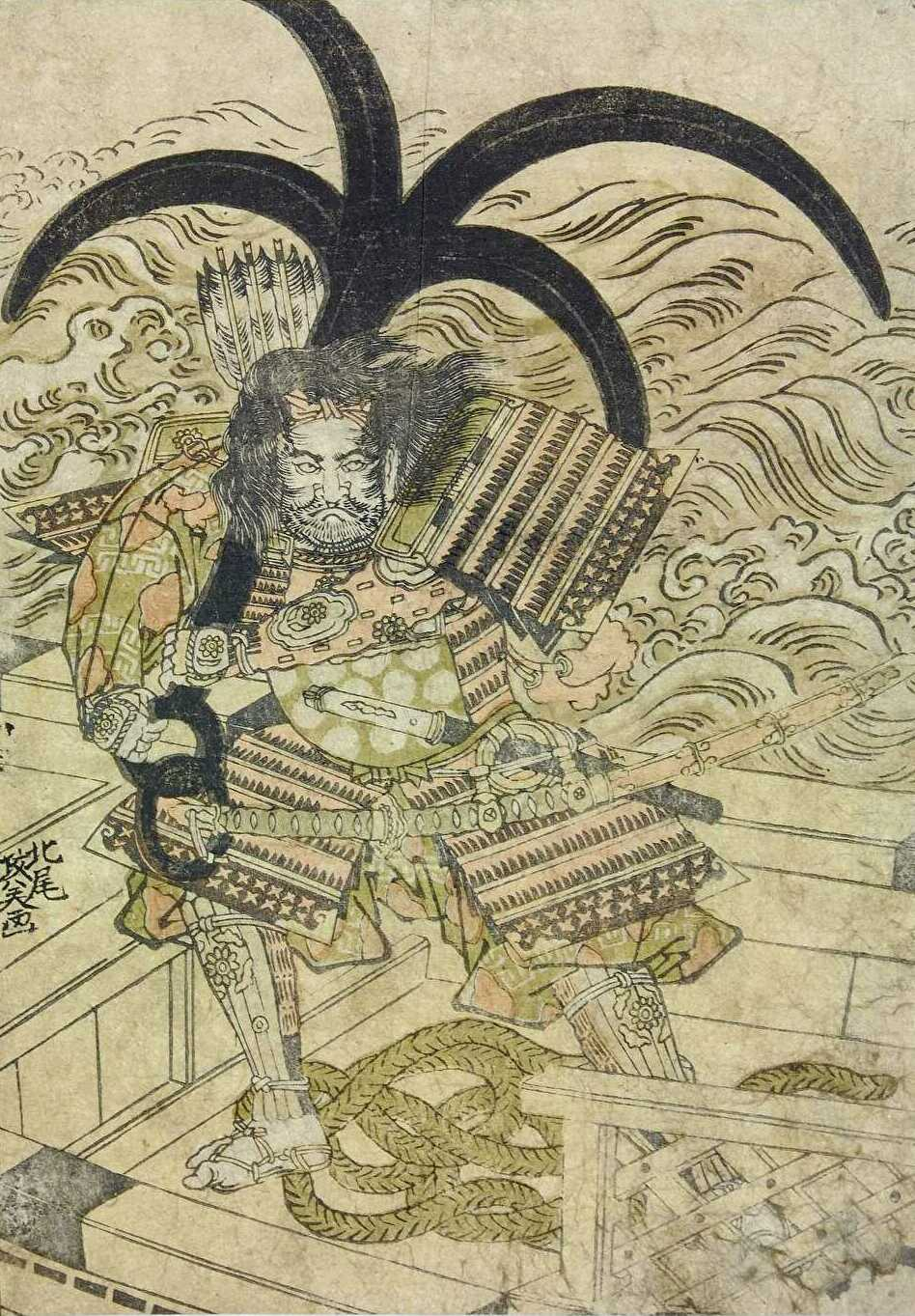
北尾政美による浮世絵。自害寸前の様子

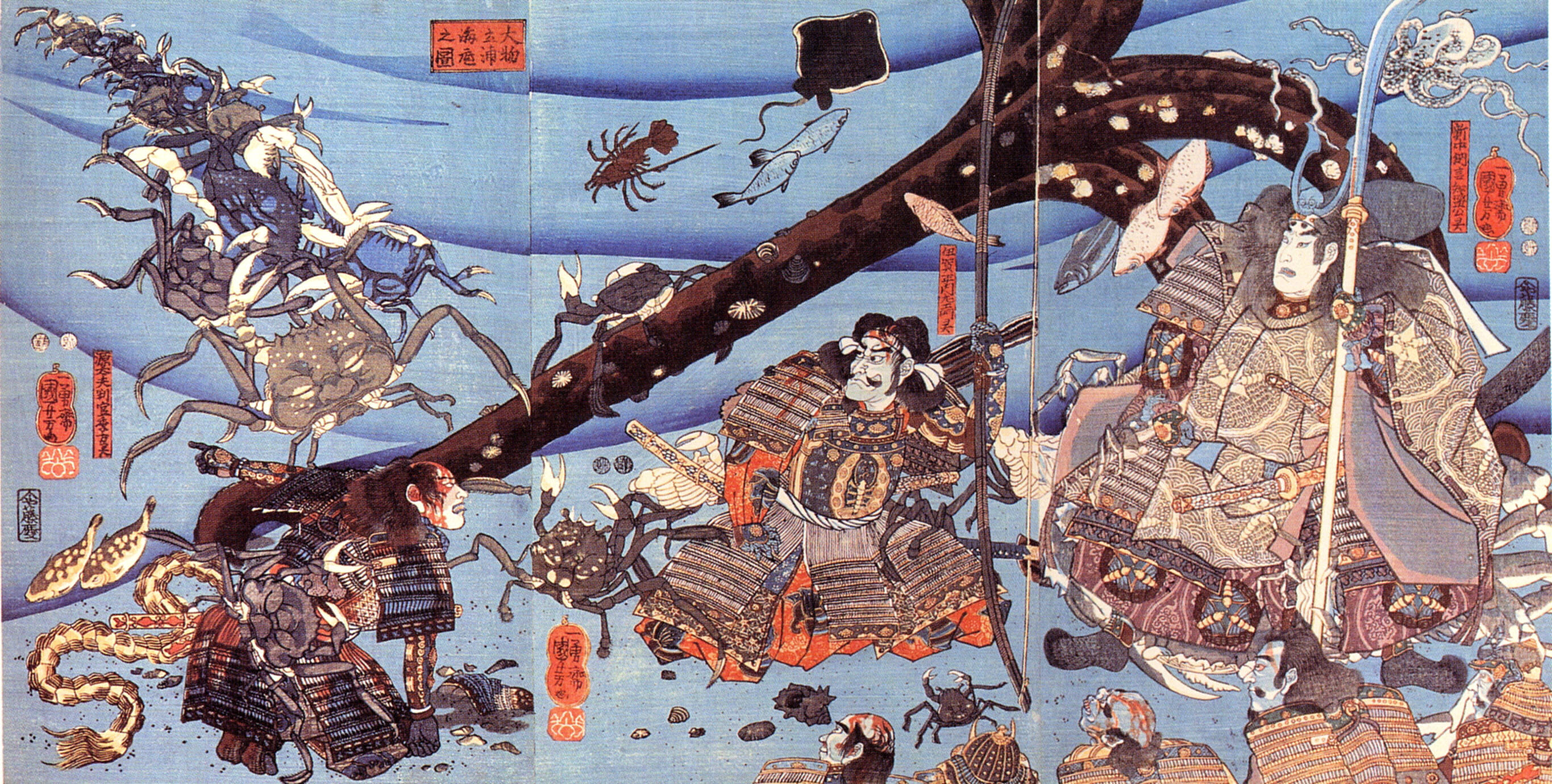
歌川国芳による浮世絵。ヘイケガニに平氏の亡霊が乗り移ったという伝承を描いている。右端で薙刀を持った人物が平知盛。

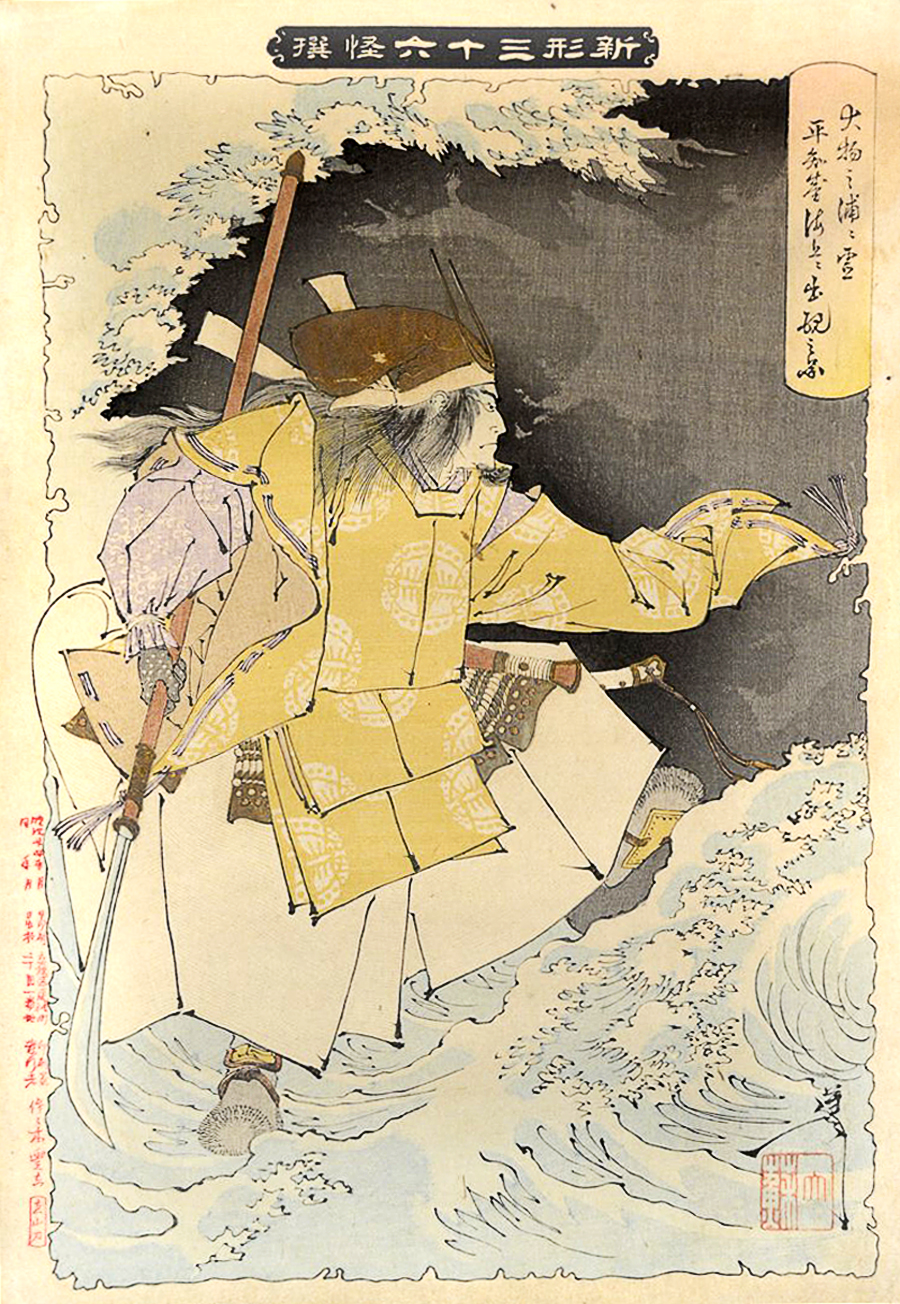
知盛の亡霊を描いた浮世絵（『新形三十六怪撰』より。月岡芳年画）

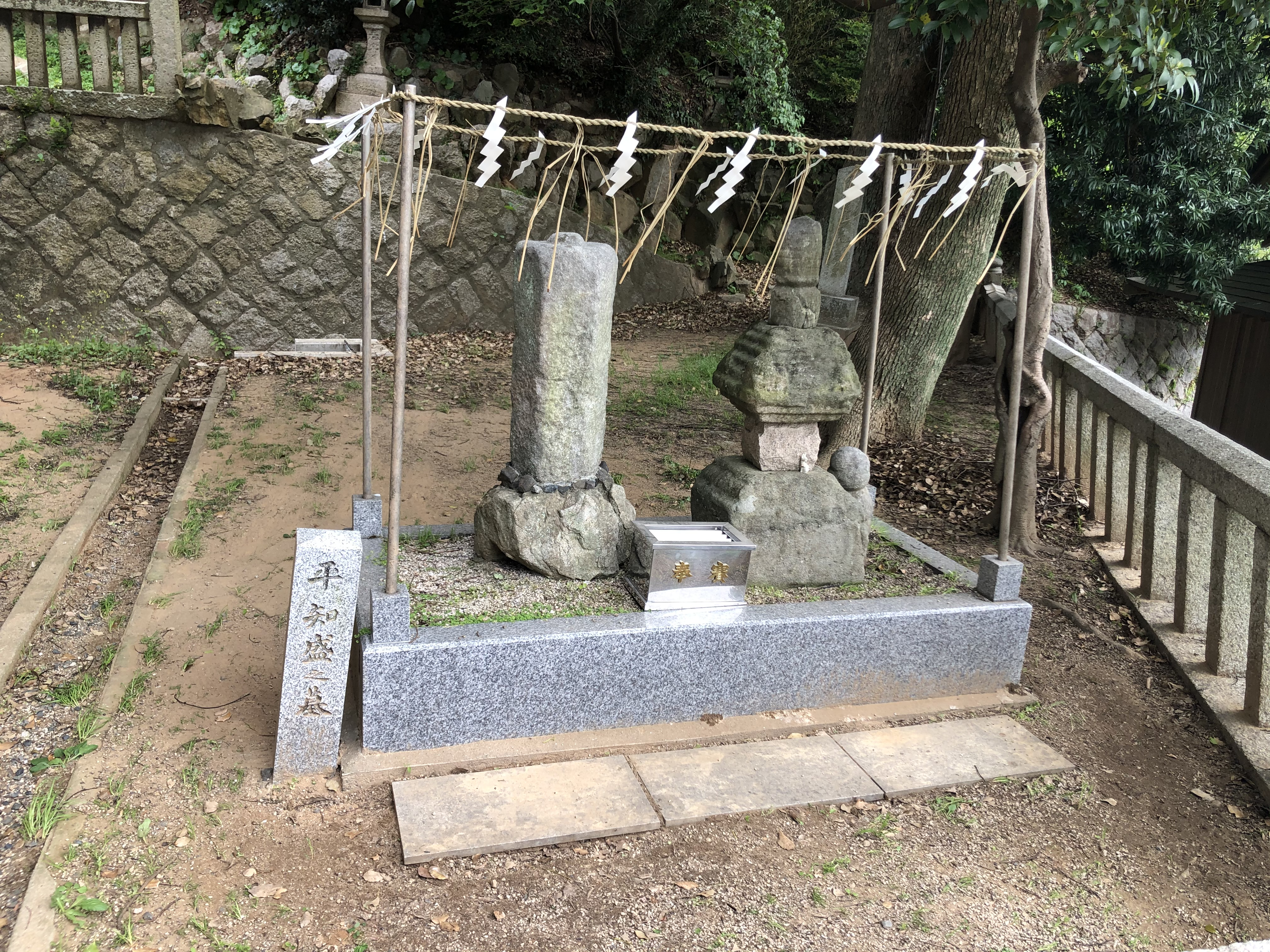
福岡県北九州市門司区甲宗八幡宮（最寄JR門司港駅）境内、通常非公開（※社務所に申し出れば参拝可）

平家物語では自害にあたり、知盛は鎧を二枚着てそれを錘にし、「見るべき程の事をば見つ。今はただ自害せん」と言い残して入水したと言われている。共に入水後遺体となるか、あるいは生きたまま浮かび上がって晒しものになるなどの辱めを受けるのを避ける心得である。
これに想を得た能『碇潜』では、鎧を二重に着て碇を持って入水する場面が描かれる。江戸時代になって、文楽及び歌舞伎『義経千本桜』の「渡海屋」および「大物浦」は別名「碇知盛（いかりとももり）」とも呼ばれ、鎧の重ね着ではなく知盛が崖の上から碇とともに仰向けに飛込み入水する場面がクライマックスとなっている。この場合は、平安、鎌倉期には無かった四爪錨が用いられる。

## 官歴
※日付＝旧暦
- 保元4年（1159年）（8歳）
  - 正月7日：蔵人
  - 正月21日：従五位下
- 永暦元年（1160年）2月28日：武蔵守（9歳）
- 応保2年（1162年）9月28日：左兵衛権佐（11歳）
- 長寛2年（1164年）正月5日：従五位上（13歳）
- 仁安元年（1166年）（15歳）
  - 8月27日：正五位下
  - 10月10日：春宮大進（東宮・憲仁親王）
  - 10月21日：中務権大輔。春宮大進・武蔵守如元
  - 月日不詳：右近衛権少将
- 仁安2年（1167年）
  - 2月11日：従四位下。武蔵守如元
  - 12月30日：武蔵守を辞任（後任・平知重）
- 仁安3年（1168年）
  - 正月6日：従四位上（平盛子御給）
  - 2月19日：新帝（高倉天皇）昇殿
  - 3月23日：左近衛権中将
  - 8月4日：正四位下（後白河上皇御給）
- 安元3年（1177年）正月24日：従三位。左中将如元（26歳）
- 治承2年（1178年）正月28日：丹波権守兼任（27歳）
- 治承3年（1179年）（28歳）
  - 正月19日：春宮権大夫。右兵衛督
  - 8月：春宮権大夫を辞任（重盛の死去）
  - 9月5日：正三位。春宮権大夫に復任
  - 10月9日：左兵衛督
- 治承4年（1180年）（29歳）
  - 2月21日：春宮権大夫を辞任（安徳天皇践祚）
  - 2月25日：新院（高倉上皇）別当。御厩別当
- 治承5年（1181年）（30歳）
  - 2月：左兵衛督を辞任
  - 3月26日：参議に補任。左兵衛督に復任
  - 改元して養和元年9月23日：参議を辞任
- 養和2年（1182年）（31歳）
  - 3月8日：左兵衛督を辞任
  - 改元して寿永元年10月3日：権中納言
  - 10月6日：帯剣を許される
  - 11月23日：従二位（建礼門院御給）
- 寿永2年（1183年）8月6日：解官（32歳）

## 画像集

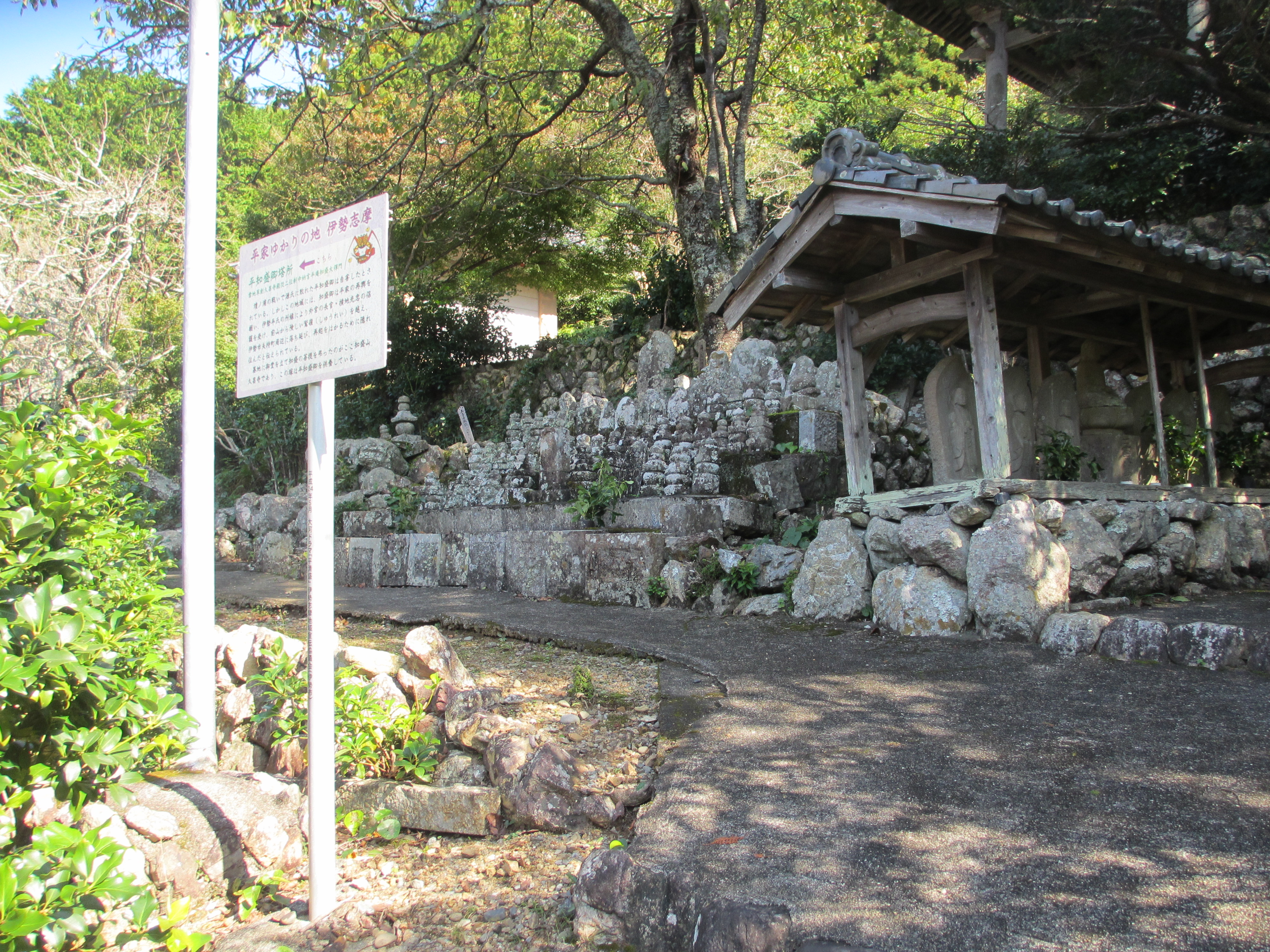
平知盛卿塔所（三重県伊勢市矢持町菖蒲127久昌寺こちらにも伝承あり）
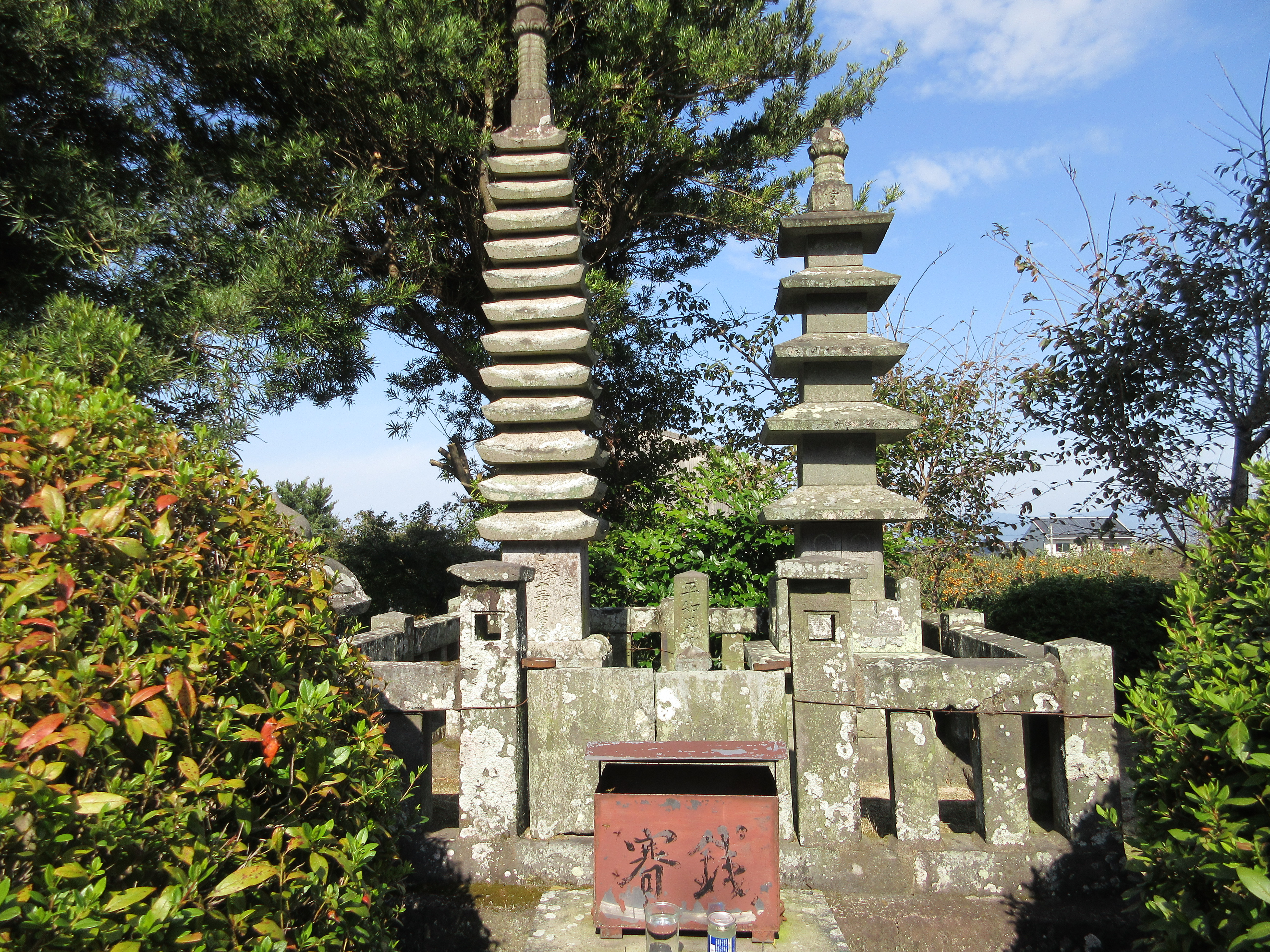
平知盛卿ノ墓（福岡県久留米市田主丸町中尾1528‐1最寄JR筑後草野駅）
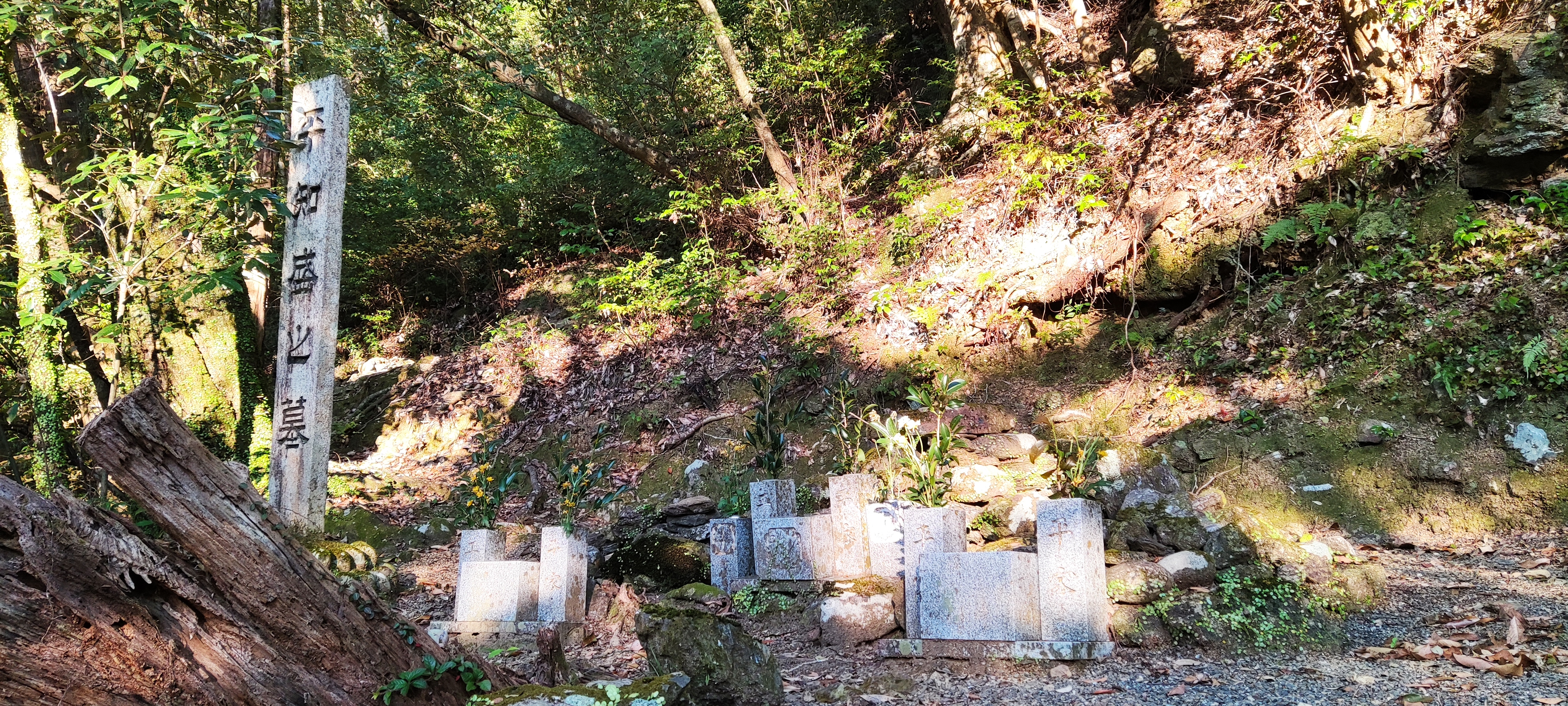
平知盛之墓（高知県越知町）（高知県高岡郡越知町越智丁594）
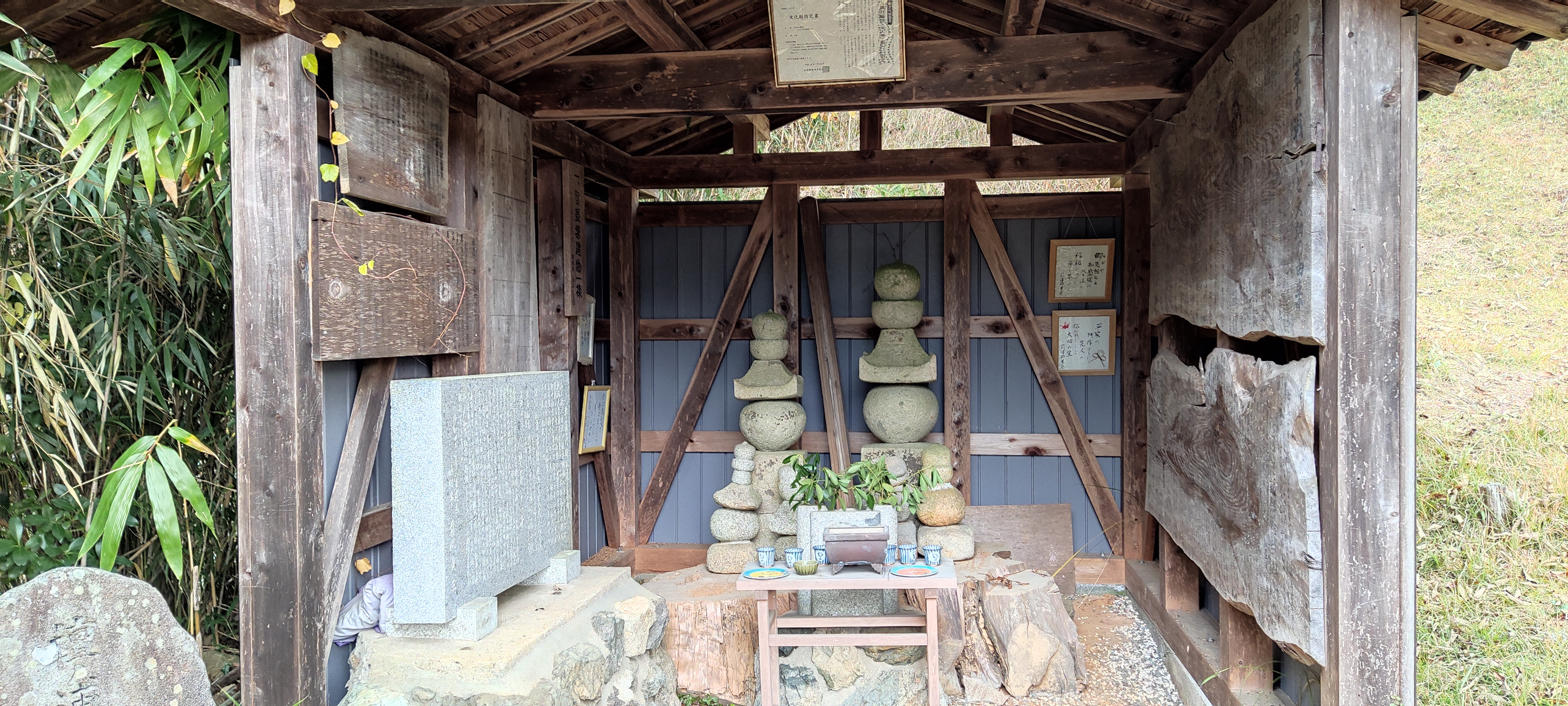
大畑五輪塔（平知盛塚）（ 兵庫県佐用郡佐用町大畑、説明板から五輪塔仕様室町時代）
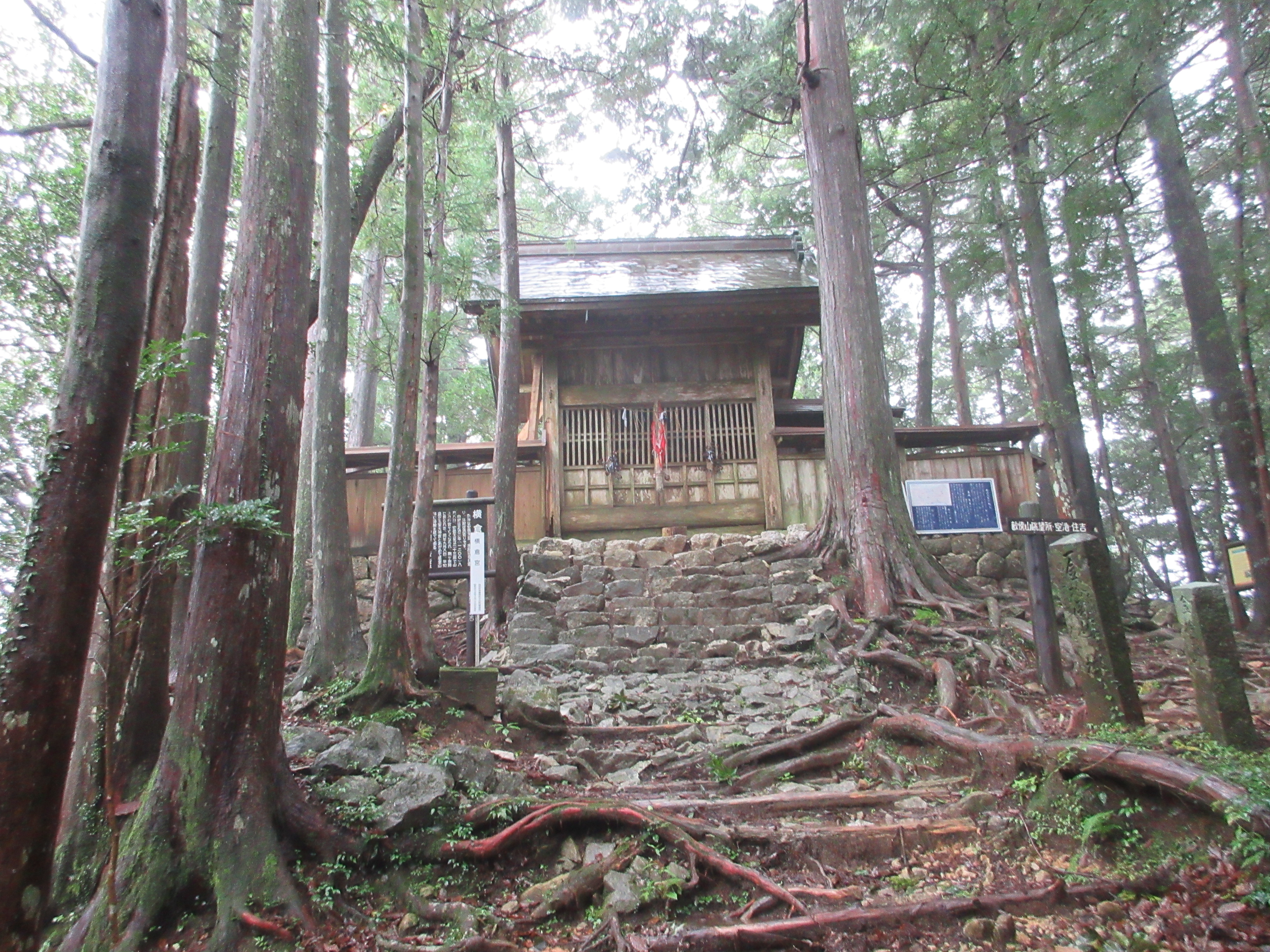
横倉宮（祭神安徳天皇、平知盛が神殿を建てて祭る）
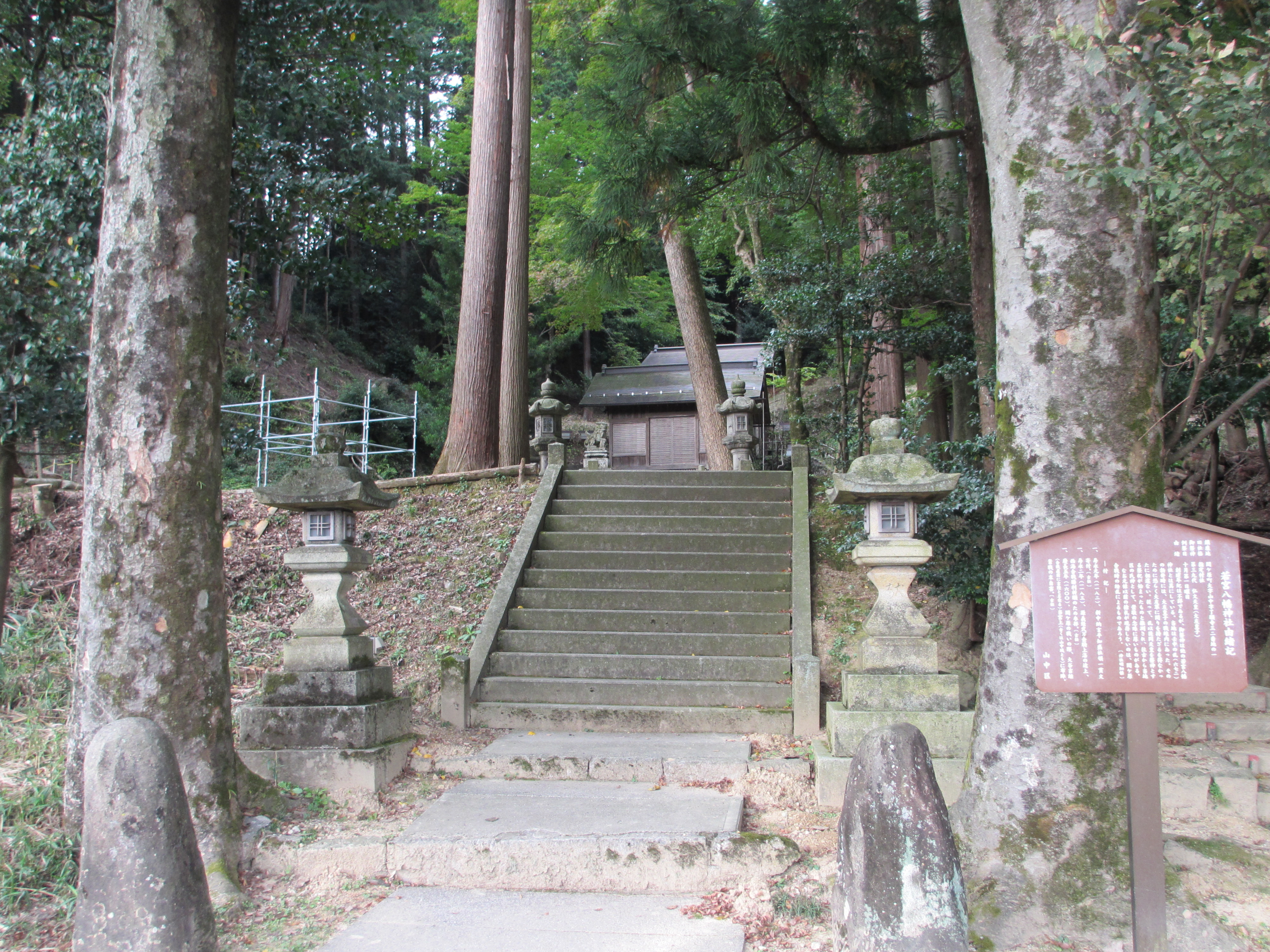
若宮八幡神社（関ヶ原町）（寿永元年（1182）平知盛社領一貫文寄付（東鏡））

## 関連作品
小説
- 今村翔吾『茜唄』上・下（2023年、角川春樹事務所）

テレビドラマ
- 『新・平家物語』（1972年、NHK大河ドラマ 演：松山省二（幼少期：長谷川諭/少年期：亀田秀紀））
- 『義経』（2005年、NHK大河ドラマ、演：森聖矢→阿部寛）
- 『平清盛』（2012年、NHK大河ドラマ、演：小柳友）
- 『鎌倉殿の13人』（2022年、NHK大河ドラマ、演：岩男海史）

テレビアニメ
- 『平家物語』（2021年、演：木村昴）